# Semjon Konstantinowitsch Kurkotkin

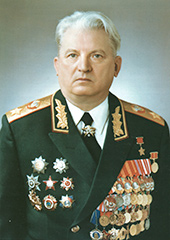
Semjon Konstantinowitsch Kurkotkin

Semjon Konstantinowitsch Kurkotkin (russisch Семён Константинович Куркоткин; * 31. Januarjul. / 13. Februar 1917greg. im Dorf Saprudnaja, Rajon Ramenskoje; † 16. September 1990 in Moskau) war ein Marschall der Sowjetunion.

## Leben
Kurkotkin stammte aus einer Bauernfamilie. 1936 schloss er ein Studium an einem industriell-pädagogischen Technikum ab und diente ab dem 1. September 1937 freiwillig in der Roten Armee. 1939 beendete er die Orjoler Panzerschule und war dort bis Oktober 1940 Politoffizier einer Kompanie. Im selben Jahr wurde Kurkotkin Mitglied der KPdSU und absolvierte 1941 eine Ausbildung an der Militärpolitischen Schule des Transbaikalischen Militärbezirks.

### Zweiter Weltkrieg
Während des Großen Vaterländischen Krieges war Kurkotkin von August 1941 bis Januar 1942 Politoffizier einer Panzerkompanie der 114. Schützendivision innerhalb der 7. Armee. Er besuchte von Januar bis Mai 1942 Kurse, um sich als Politoffizier weiterzubilden, war in dieser Funktion von Mai bis Oktober 1942 im 475. Panzerbataillon tätig und von Oktober bis Dezember 1942 Kommandeur des Bataillons. In der darauf folgenden Zeit war er bis Juni 1943 stellvertretender Kommandeur des 262. Panzerregimentes der Woronescher Front. Es folgten akademische Lehrgänge von Juni bis Oktober 1943 und Kurkotkin wurde anschließend stellvertretender Kommandeur der 14. Garde-Panzerbrigade der 1. Ukrainischen Front. Von November 1944 bis Mai 1945 war er Kommandeur der 13. Garde-Panzerbrigade des 4. Garde-mechanischen Korps (Generalleutnant Polubojarow).

### Nachkriegszeit
Bis Oktober 1946 befehligte Kurkotkin das 13. Garde-Panzerregiment des Moskauer Militärbezirks. Im Jahr 1951 beendete er die Militärakademie der Panzer- und mechanisierten Streitkräfte und 1958 die Militärakademie des Generalstabes.
Von Dezember 1952 bis Oktober 1956 arbeitete er als Kommandeur einer Panzerdivision und wurde in dieser Stellung am 3. Mai 1955 zum Generalmajor der Panzertruppen ernannt. Von Februar 1959 bis März 1960 kommandierte Kurkotkin das 6. Armeekorps im Nordkaukasischen Militärbezirk.
Sein Einsatz als Armee-Befehlshaber erfolgte von Juni 1960 bis August 1966 bei der:
- 2. Garde-Panzerarmee der Gruppe der Sowjetischen Streitkräfte in Deutschland (GSSD) in Fürstenberg/Havel
- 5. Garde-Panzerarmee in Babrujsk im belarussischen Militärbezirk
- 3. Armee (Dezember 1965–August 1966) (GSSD) in Magdeburg

Am 22. Februar 1963 beförderte man ihn zum Generalleutnant der Panzertruppen und am 24. Februar 1967 zum Generaloberst. Von August 1966 bis April 1968 war er 1. Stellvertreter des Oberkommandierenden der GSSD und anschließend bis September 1971 Kommandeur der Streitkräfte des Transkaukasischen Militärbezirks. In der Zeit vom 13. September 1971 bis zum 19. Juli 1972 setzte man Kurkotkin als Oberkommandierenden der GSSD ein. Darauf folgte bis April 1988 seine Tätigkeit als stellvertretender Verteidigungsminister der UdSSR und Chef der Rückwärtigen Dienste der Sowjetarmee. Am 3. November 1972 wurde er zum Armeegeneral ernannt. Mit Befehl des Präsidiums des Obersten Sowjets vom 18. Februar 1981 wurde Kurkotkin „für den großen Beitrag zur Sicherstellung und Erhöhung der Kampfbereitschaft der Streitkräfte, persönlichen Einsatz und Mut im Kampf gegen die deutschen Eindringlinge in den Jahren des Großen Vaterländischen Krieges“ der Titel Held der Sowjetunion verliehen und er wurde am 25. März 1983 zum Marschall der Sowjetunion ernannt.
Von Mai 1988 bis September 1990 war er Teil der Gruppe der Generalinspekteure des Verteidigungsministeriums der UdSSR. In den Jahren von 1976 bis 1989 ist Kurkotkin Mitglied des ZK der KPdSU und von 1970 bis 1989 Deputierter des Obersten Sowjets der UdSSR gewesen. Er wohnte in Moskau und wurde nach seinem Ableben auf dem Nowodewitschi-Friedhof beigesetzt.

## Auszeichnungen
- Held der Sowjetunion (18. Februar 1981)
- Leninorden (4x: 31. Oktober 1967, 11. Februar 1977, 31. Mai 1980, 19. Februar 1986)
- Orden der Oktoberrevolution (4. Mai 1972)
- Rotbannerorden (3x: 19. Februar 1942, 31. Januar 1943, 7. Oktober 1944)
- Kutusoworden 2. Klasse (6. April 1945)
- Bogdan-Chmelnizki-Orden 2. Klasse (31. Mai 1945)
- Orden des Vaterländischen Krieges 1. Klasse (2x: 18. Mai 1944, 11. März 1985)
- Orden des Roten Sterns (20. April 1953)
- Orden „Für den Dienst am Vaterland in den Streitkräften der UdSSR“ 3. Klasse (30. April 1975)
- 15 weitere Medaillen der UdSSR
- 10 Orden und 27 Medaillen anderer Länder darunter der Scharnhorst-Orden (Juli 1972)